# Dichecephala tanganikana
Dichecephala tanganikana är en skalbaggsart som beskrevs av Louis Burgeon 1945. Dichecephala tanganikana ingår i släktet Dichecephala och familjen Melolonthidae. Inga underarter finns listade i Catalogue of Life.